# Johannes Röntgen
Johannes Röntgen (Amsterdam, 30 september 1898 – Amsterdam, 28 april 1969) was een Nederlands componist, dirigent en pianist. Hij was een zoon van de componist Julius Röntgen.

## Leven en werk
Johannes Röntgen kreeg zijn eerste muzieklessen van zijn vader Julius Röntgen. Daarna studeerde Röntgen compositie en instrumentatie aan het Amsterdams Conservatorium bij Johan Wagenaar. Verder volgde hij lessen orkestdirectie bij Donald Tovey in Edinburgh.
Vanaf 1918 was Röntgen actief als concertpianist. Hij begeleidde onder meer Pablo Casals en Henri Marteau. In de jaren 1922-24 was hij dirigent van de Gemeentelijke Opera in Aussig am Elbe, thans Ústí nad Labem, in Tsjechië.
Na 1928 werkte Röntgen in Amsterdam als pianist, muziekpedagoog en componist. Hij was koordirigent van verschillende Toonkunstafdelingen tot 1940. Gedurende de jaren 1943-1963 was hij docent piano aan het Amsterdams Conservatorium. Van 1937 tot 1963 dirigeerde hij het koor van de Vrije gemeente.
Na zijn pensionering bleef hij de artistiek leider van het Amsterdams Vocaal Kwartet. Röntgen bleef ook optreden in het Röntgen Trio (pianotrio) met zijn broers Edvard (cello) en Joachim (viool).
Röntgen kwam in 1969 door een ongeval om het leven.

## Composities
Röntgen componeerde kamermuziek, liederen, koorwerken en opera's.

## Bron en externe link
- Pagina Johannes Röntgen op de website van Donemus

- Gemeinsame Normdatei: 1089881533
- International Standard Name Identifier: 0000 0003 9346 5749
- Library of Congress Control Number: nb2001073977
- Nederlandse Thesaurus van Auteursnamen: 121730816
- Virtual International Authority File: 287752735
- WorldCat: E39PBJjmMK3K6vYQwvHMqPWCcP